# Кравчик, Жерар
Жера́р Кравчи́к (фр. Gérard Krawczyk; род. 17 мая 1953, Париж) — французский кинорежиссёр польского происхождения.

## Биография
Родился 17 мая 1953 года во Франции. В университете Париж-9 изучал экономику и основы торговли, а диплом получил в знаменитой парижской киношколе IDHEC, где специализировался на режиссуре и фотоискусстве. Дебютом в кинематографе стала короткометражная лента «Le Concept subtil», которая удостоилась 8 различных премий, а также Большого приза кинофестиваля в Монреале. Затем последовали картины «Бык Морено» (1983) и «Убийство ночью» (1984). В 1986 году он поставил свой первый полнометражный фильм «Я ненавижу актеров», за который был номинирован на премию «Сезар» и приз имени Мишеля Одияра.
Затем сотрудничал с телевидением. В 1997 году на кинофестивале в Венеции демонстрировался его фильм «Героини», в 1998 году он участвовал в создании «Такси», одновременно снимал рекламные ролики для «Danone», «Mobil», «France Telecom» и других известных фирм. На съёмках «Жанны д`Арк» (1999) был вторым режиссёром у Люка Бессона, который позже, как продюсер, пригласил его для постановки «Такси-2» (2000), «Васаби» (2001), «Такси-3» (2003) и «Такси-4» (2007). В 2003 году эта же связка — продюсер Люк Бессон и режиссёр-постановщик — выпустила ремейк картины «Фанфан-тюльпан». Главные роли в этой версии сыграли Венсан Перес и Пенелопа Крус.

## Режиссёр
| Год  |     | Русское название                                      | Оригинальное название                                 | Роль     |
| ---- | --- | ----------------------------------------------------- | ----------------------------------------------------- | -------- |
| 1981 | кор | Le concept subtil                                     | Le concept subtil                                     | режиссёр |
| 1982 | кор | Торо Морено                                           | Toro Moreno                                           | режиссёр |
| 1984 | кор | Homicide by Night                                     | Homicide by Night                                     | режиссёр |
| 1986 | ф   | Ненавижу актеров                                      | Je hais les acteurs                                   | режиссёр |
| 1987 | ф   | Конец лета                                            | L'été en pente douce                                  | режиссёр |
| 1988 | кор | Méliès 88: La providence de Notre-Dame des flots (TV) | Méliès 88: La providence de Notre-Dame des flots (TV) | режиссёр |
| 1993 | ф   | Le prix d'une femme (TV)                              | Le prix d'une femme (TV)                              | режиссёр |
| 1997 | ф   | Героини                                               | Héroïnes                                              | режиссёр |
| 2000 | ф   | Такси 2                                               | Taxi 2                                                | режиссёр |
| 2001 | ф   | Васаби                                                | Wasabi                                                | режиссёр |
| 2003 | ф   | Такси 3                                               | Taxi 3                                                | режиссёр |
| 2003 | ф   | Фанфан-тюльпан                                        | Fanfan la tulipe                                      | режиссёр |
| 2005 | ф   | Наша безумная жизнь                                   | La vie est à nous!                                    | режиссёр |
| 2007 | ф   | Такси 4                                               | Taxi 4                                                | режиссёр |
| 2007 | ф   | Красный отель                                         | L'auberge rouge                                       | режиссёр |

## Сценарист
- 2005 Наша безумная жизнь / La vie est a nous!
- 1997 Героини / Heroines
- 1993 Le prix d'une femme (ТВ)
- 1991 Strangers dans la nuit (ТВ) ... рассказ
- 1988 Melies 88: La providence de Notre-Dame des flots (ТВ)
- 1987 Конец лета / L'ete en pente douce
- 1986 Ненавижу актеров / Je hais les acteurs
- 1982 Toro Moreno

## Награды и номинации
- Сезар, 1982 год (7-я церемония). Номинации: Лучший короткометражный игровой фильм («Concept subtil, Le»)
- Сезар, 1984 год (9-я церемония). Номинации: Лучший короткометражный игровой фильм («Toro Moreno»)
- Сезар, 1985 год (10-я церемония). Номинации: Лучший короткометражный игровой фильм («Homicide by Night»)
- Сезар, 1987 год (12-я церемония). Номинации: Лучшая дебютная полнометражная работа («Ненавижу актеров»)